# Diego Romero (piłkarz)
Diego Alonso Romero Cachay (ur. 17 sierpnia 2001 w Chiclayo) – peruwiański piłkarz występujący na pozycji bramkarza, od 2020 roku zawodnik Universitario de Deportes.